# Кузнецов, Владислав Гариевич
Владисла́в Га́риевич Кузнецо́в (род. 18 марта 1969, Москва) — российский государственный и партийный деятель. Губернатор Чукотского автономного округа с 27 сентября 2023 года (временно исполняющий обязанности губернатора Чукотского автономного округа с 15 марта по 27 сентября 2023 года). Секретарь Чукотского регионального отделения партии «Единая Россия» с 24 ноября 2023 года.
Вице-губернатор Курганской области (2019—2021). Первый заместитель Председателя Правительства Луганской Народной Республики (2022—2023).
С 2022 года за поддержку вторжения России на Украину находится под санкциями Европейского союза, Великобритании, Канады и ряда других стран

## Биография
Владислав Гариевич Кузнецов родился 18 марта 1969 года в городе Москве. Русский.
После школы окончил Московский ордена Трудового Красного Знамени институт управления имени Серго Орджоникидзе.
Трудовую деятельность начал в 1992 году менеджером государственно-общественной организации Фирма «ИСТЭК». В 1993—1994 годах работал менеджером АОЗТ «Верещагин и К».
В 1994—1998 годах занимал должности экономиста, старшего экономиста, ведущего экономиста, начальника сектора, заместителя начальника отдела, заместителя директора управления — начальника отдела Московского акционерного банка содействия предпринимательству.
В 1998—2002 годах — заместитель начальника управления Акционерного коммерческого банка «Российский Капитал», консультант управления ЗАО "Инвестиционная компания «Тройка Диалог».
В 2002—2005 годах — директор департамента, управляющий директор АКБ «Доверительный и Инвестиционный банк».
В 2005—2009 годах — заместитель руководителя службы корпоративной политики ОАО «Сибирско-Уральская нефтегазохимическая компания», глава, заместитель главы представительства АО «СИБУР-ЕВРОПА ЛТД» (Швейцария).
В 2009—2011 годах — заместитель генерального директора ЗАО «СИБУР-МОТОРС», генеральный директор ОАО «ПОЛИЭФ».
С 30 ноября 2011 по 16 июля 2012 года — генеральный директор ООО «СИБУР-ПЭТФ» (город Москва), с 16 июля 2012 по 19 ноября 2012 года — генеральный директор ЗАО «СИБУР-ПЭТФ» (город Москва).
С 2012 по февраль 2014 года — генеральный директор ОАО «СИБУР-ПЭТФ» (город Тверь).
С 2013 по февраль 2014 года — директор полиэфирной цепочки ООО «СИБУР», с марта 2014 года — директор обеспечения поддержки бизнеса в регионах присутствия ООО «СИБУР», затем стал советником генерального директора ООО «СИБУР» в Москве.
8 сентября 2013 года избран депутатом Государственного Собрания — Курултая Республики Башкортостан V созыва, избран по единому республиканскому избирательному округу от партии «Единая Россия», Прибельская региональная группа № 38. Член Комитета по местному самоуправлению, развитию институтов гражданского общества и средствам массовой информации.
С 21 мая по 11 декабря 2018 года директор Благотворительного фонда поддержки социальных проектов ПАО «СИБУР Холдинг» «Формула хороших дел».
9 января 2019 года назначен вице-губернатором Курганской области. Должность вице-губернатора появилась в начале ноября 2018 года, после того как Курганская областная Дума утвердила новую схему регионального правительства.
15 декабря 2021 года уволился по собственному желанию. В январе 2022 года упразднена должность вице-губернатора Курганской области. 29 января 2022 года выбыл из Курганского регионального политсовета и президиума Курганского регионального политсовета партии «Единая Россия».
Выпускник IV потока программы подготовки кадрового резерва Высшей школы государственного управления Российской академии народного хозяйства и государственной службы, или «школы губернаторов».
9 июня 2022 года Указом Главы самопровозглашённой Луганской Народной Республики назначен первым заместителем Председателя Правительства Луганской Народной Республики. Одновременно, другим первым заместителем Председателя Правительства Луганской Народной Республики является Юрий Николаевич Говтвин (с декабря 2019 года). 4 октября 2022 года Луганская Народная Республика принята в состав Российской Федерации.

### Губернатор Чукотского автономного округа

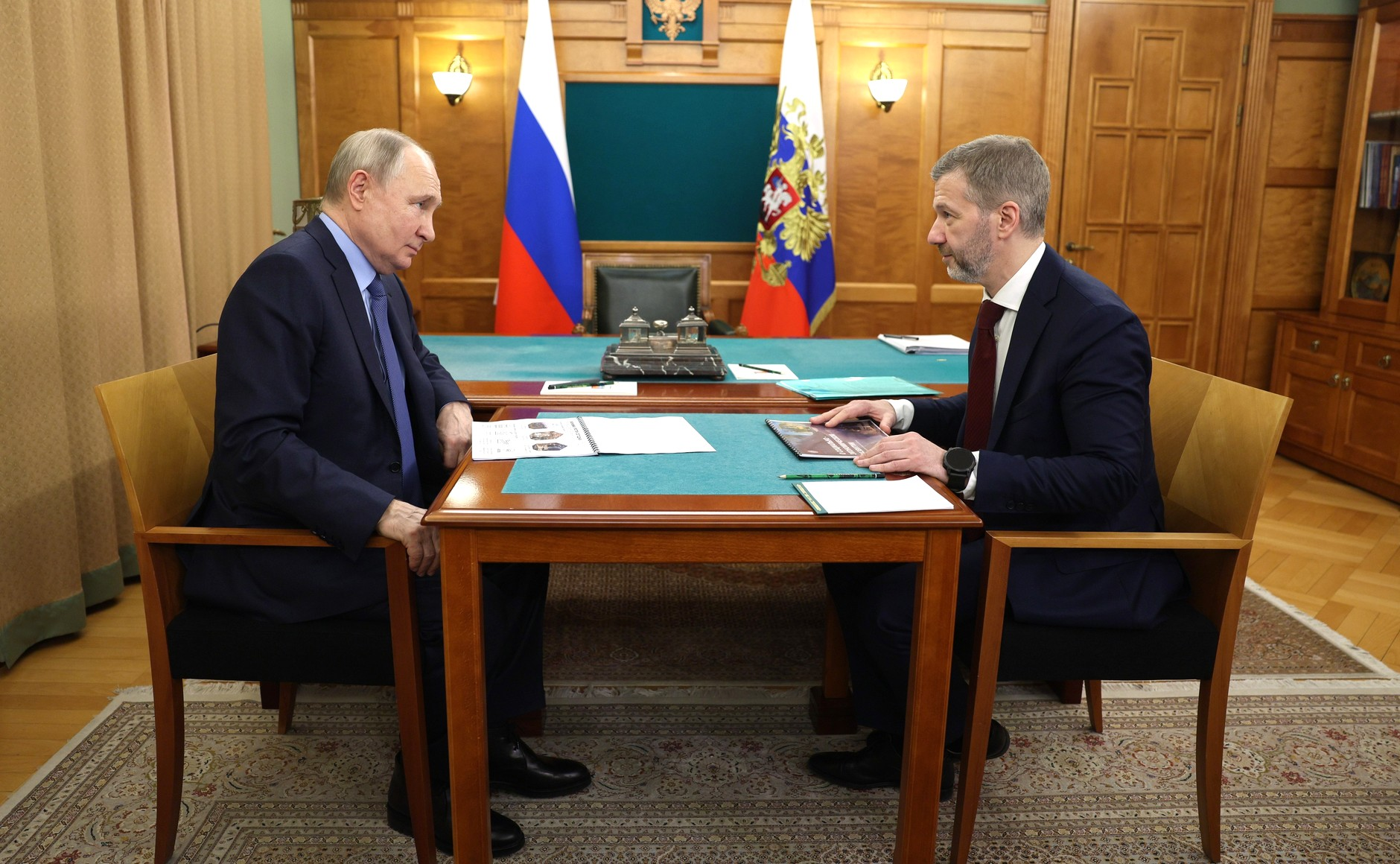
Кузнецов на встрече с президентом России Владимиром Путиным. 2024 год

15 марта 2023 года Указом Президента Российской Федерации № 165 назначен врио губернатора Чукотского автономного округа.
11 июня 2023 года в Анадыре прошла региональная конференция окружного отделения партии «Единая Россия», в которой приняли участие 28 делегатов. Главным вопросом повестки было выдвижение кандидата на должность губернатора округа. В процедуре предварительного голосования принимали участие три кандидата – Сергей Евгеньевич Колядко, Владислав Кузнецов и Любовь Васильевна Махаева. В. Кузнецов получил 21 голос, С. Колядко — 6 голосов, Л. Махаева — 1 голос.
В единый день голосования 10 сентября 2023 года состоялись выборы губернатора Чукотского автономного округа. Явка на выборах составила 53,48 % (участвовали 15954 из 29865 избирателей); за В. Кузнецова проголосовал 11541 избиратель (72,34 %). 27 сентября 2023 года вступил в должность.
24 ноября 2023 года состоялась конференция Чукотского регионального отделения партии «Единая Россия», на которой Кузнецов был единогласно избран секретарём регионального отделения партии.

## Награды
- Орден Почёта (2023 год) — за участие в реализации государственной политики; за работу в Луганской Народной Республике[25]; награду вручил 26 июня 2023 года первый заместитель руководителя Администрации президента Российской Федерации Сергей Владиленович Кириенко в Екатерининском зале Большого Кремлевского дворца[26].
- Благодарность президента Российской Федерации (20 июля 2020 года)[27] — за вклад в реализацию проекта по переходу Курганской области на цифровой формат телевещания; награду вручил 26 ноября 2020 года губернатор Вадим Михайлович Шумков[28][29].

## Санкции
26 июля 2022 года, на фоне вторжения России на Украину, включён в санкции Великобритании «за поддержку двух отколовшиеся регионов на востоке Украины» и поддержку нападения на Украину.
29 сентября 2022 года внесён в санкционный список Канады «соратников режима» в отношении чиновников на оккупированных Россией территориях Украины «за содействие и поддержку фиктивных референдумов президента Путина».
6 октября 2022 года включён в санкционный список стран Евросоюза как чиновник «так называемой „ЛНР“» который отвечает за «сепаратистскую „правительственную“ деятельность правительства так называемой „ЛНР“». По аналогичным основаниям находится под санкциями Швейцарии, Украины, Японии, Австралии и Новой Зеландии.

## Семья
Разведён. Отец двоих сыновей и одной дочери. Был женат на Ульяне Сергеевне Ивановой, в 2020—2021 годах она работала в должности директора Департамента экономического развития, предпринимательства и торговли администрации города Кургана.